# 마고 1세
카르타고의 마고 1세(때때로 마곤이라 언급된다.)는 카르타고 제국의 왕(재위 기원전 550년~기원전 530년)이었다. 그는 카르타고의 마고 왕조를 창건하였다. 마고 1세는 원래 장군이었다. 마고 아래에서 카르타고는 서부 지중해의 페니키아 식민지들 중에 저명하게 되었다.

## 치세
마고 아래에서 카르타고는 서부 지중해의 주류 페니키아 군권을 장악하였다. 카르타고는 페니키아의 수도 티레에 경제적으로 의존하였지만 점차 독립하였다. 마고의 정치적인 업적으로는 에트루리아와의 동맹을 맺어 그리스에 대항한 것을 들 수 있다. 이 동맹은 로마 제국이 에트루리아 왕을 추방할 때까지 계속되었다. 그는 또 시칠리아에서 활동하였고 시라쿠사인 아내와 결혼하였다.
기원전 546년 포카이아인들은 페르시아의 침략으로부터 달아나 코르시카에 알랄리아를 창건하였다. (그리스인들은 그곳에 기원전 562년 정착하였다.) 그리고 이들은 에트루리아와 포에니 상업을 잠식하기 시작하였다. 기원전 540년에서 535년 사이에 카르타고-에트루리아 동맹은 그리스를 코르시카에서 추방하였는데 이는 알랄리아 전투 후였다. 에트루리아는 코르시카를 조정하였고 카르타고는 사르디니아에 집중하여 섬에 그리스인이 발붙이지 못하게 하였다. 이 전투는 또한 항상 그리스의 서방 팽창을 종료시켰다.
한편 페니키아령 마살리아와의 전투가 뒤따랐다. 카르타고는 패하였지만 페니키아령 스페인을 보호하고 그리스로 선적하는 지브롤터 해협을 막았다.한편 마살리아인들은 나오 곳(cape Nao)위쪽의 동부 이베리아의 그들의 스페인 식민지를 유지하였다. 그리스로 가는 남부 스페인의 항로는 막혔고 카르타고인들은 스페인 내의 페니키아 식민지 가데스를 지지하였고 기원전 530년경에는 스페인의 타르테소스를 군사적인 갈등 및 그리스와의 무역 삭감으로 붕괴시켰다.
카르타고는 또한 동시에 가데스를 포위하고 점령하였다. 페르시아인들은 이때까지 키레네를 점령하였다.
그리고 카르타고는 페르시아 제국에 대항하여 군대의 시행을 아껴두었는데 페니키아인들은 기원전 525년 캄비세스 대왕의 아프리카 원정에 배를 빌려주지 않았다.
카르타고가 대왕에게 가끔 조공을 바쳤을 수도 있다. 카르타고가 기원전 524년에 쿠마에 전투에서 어떤 역할을 했는지는 알려져 있지 않지만 그 후 에트루리아의 권위는 이탈리아에서 흔들리는 모습을 보였다.